# Мая (народ)
Народи ма́я (МФА: [ˈmɑjɑ̈]; раніше ма́йя) — широка група народів корінного населення півдня Мексики й північної Центральної Америки. Зазвичай терміном «мая» об'єднують групу народів регіону досить різних за походженням, але об'єднаних спільною культурною й лінгвістичною спадщиною. Проте термін охоплює багато чітких етнічних груп суспільств, кожна з котрих має свої власні специфічні традиції й історичну самоідентифікацію.
За оцінками, населення мая на 1999 рік становило 7,5—9 млн осіб. Хоча деякі з них асимільовані в суспільства сучасних країн, інші продовжують традиційне життя, часто повсякденно розмовляють однією з мов мая.

## Райони проживання
Найбільше населення сучасних мая перебуває у Гватемалі, далі — у мексиканських штатах Юкатан, Кампече, Кінтана-Роо, Табаско і Чіапас, у Белізі та в західних частинах Гондурасу й Сальвадору. У Мексиці мая збройно утримують Повстанські сапатистські автономні муніципалітети.

### Півострів Юкатан
На півострові розташовані мексиканські штати Юкатан, Кінтана-Роо, Кампече. Більшість населення штатів є мая за походженням, але населення західної частини півострова значно асимільоване. Навіть ті, хто вдома говорять рідною мовою, часто ідентифікують себе як метиси. На відміну від гірських племен Гватемали, мая Юкатану говорять однією мовою (юкатекська, Yucatec) й ідентифікують себе просто як мая, без поділу на племена. Кількість тамтешнього населення, яке ідентифікує себе як мая, становить близько 700 тис.
На сході півострова (штат Кінтана-Роо) мая менш асимільовані, багато з них, особливо в сільській місцевості, не говорять іспанською. У середині 19 століття в цьому районі спалахнуло повстання, одне з найбільших і найвдаліших повстань корінних жителів Америки нового часу, відоме як Юкатанська війна рас (каст). Незалежну індіанську державу Чан-санта-крус було навіть визнано Британською імперією. У теперішній час на узбережжі Кінтана-Роо розвиваються морські курорти й уряд Мексики заохочує переселення сюди громадян з інших районів країни, тому мая поступово втрачають свою культуру.
3 травня 2021 року президент Мексики Андрес Мануель Лопес Обрадор, «відповідно до етичних імперативів уряду, але також і за власним переконанням», приніс офіційні вибачення народу мая за «жахливі зловживання, які були здійснені приватними особами та національною й зарубіжною владою» від початку іспанського завоювання Америки, за 300 років колоніального панування і два століття незалежної історії Мексики.

### Чіапас
У штаті живуть народи мая Цоціль і Цельталь (у гірській місцевості) і Чоль (у джунглях). Багато мая підтримують Сапатистську армію національного звільнення, що діє в регіоні й домагається незалежності територій, населених індіанцями.

### Гватемала
Близько 60 % з 12,8 млн населення Гватемали — мая, що дотримуються традиційної культури та мешкають у західних гірських районах країни. Серед них виділяються народи Агуакатеки, Кіче, Мам, Покомам, Какчикель, Ішиль, Кекчі, Цутухіль та Хакальтек.
Іспанський колоніальний уряд та уряд незалежної Гватемали до середини 20-го сторіччя дотримувалися політики зберігання місцевого населення юридично відокремленим та підлеглим. Це привело до збереження багатьох традицій та традиційного способу життя. Зараз місцеві мая ототожнюють себе з племенами, які часто відповідають доколумбовим державам, багато людей носять традиційний одяг, який показує їх специфічну місцеву ідентичність. Одяг жінок має тенденцію бути традиційнішим, ніж чоловіків, оскільки чоловіки більше взаємодіють з іспанською культурою, зокрема, під час торгівлі.
Хоча значення мая в культурі країни зростає, уряд, що контролюється іспаномовним населенням, дуже повільно піддається змінам. Напруження призвело до  громадянської війни (1960–1996), особливо яскраво виявилося під час хвилі геноциду, що прокотилася по країні наприкінці 1970-х років, і досягла апогею у 1982—1983 роках. Починаючи з розстрілу мирної демонстрації мая 29 травня 1978 року, через дії каральних загонів гватемальської армії було вбито 150 тис. та «зникло» 40 тис. людей, майже всі — мая. Одним з героїв боротьби мая стала лауреат Нобелівської премії миру Рігоберта Менчу.
Після підписання договору з представниками народу мая та загонами самооборони у грудні 1995 року, стан мая у країні трохи покращується. Деякими з заходів стали визнання урядом права мая на володіння землею та початок навчання мовами мая в деяких школах.